# Espresso Martini
L'Espresso Martini è un cocktail a base di vodka e servito in una coppa Martini, da cui il nome, con l'aggiunta di caffè espresso e liquore di caffè. È un cocktail ufficiale IBA dal 2011.

## Storia
Secondo l'ipotesi più accreditata, il cocktail è stato inventato da Dick Bradsell durante gli anni 1980, mentre lavorava al Freds Club di Londra. In un'intervista, Bradsell ha raccontato di aver preparato il cocktail per la prima volta per una cliente che gli aveva chiesto: «Puoi farmi qualcosa che mi faccia svegliare un po' e che poi mi fotta il cervello?»

## Composizione

### Ingredienti
La ricetta ufficiale IBA del 2020 prevede i seguenti ingredienti:
- 50 ml di vodka
- 30 ml di Kahlúa
- 10 ml zucchero liquido (secondo i gusti personali)
- 1 caffè espresso

### Preparazione
Raffreddare la coppetta da cocktail riempiendola con dei cubetti di ghiaccio. Shakerare gli ingredienti, dopodiché versare il cocktail nella coppetta, dopo aver rimosso il ghiaccio. Decorare ponendo tre chicchi di caffè in superficie.